# Sukiyaki (gerecht)

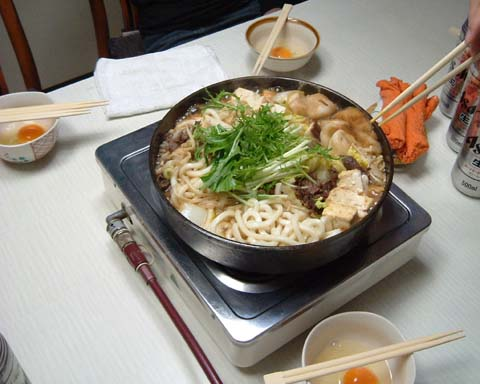
Sukiyaki

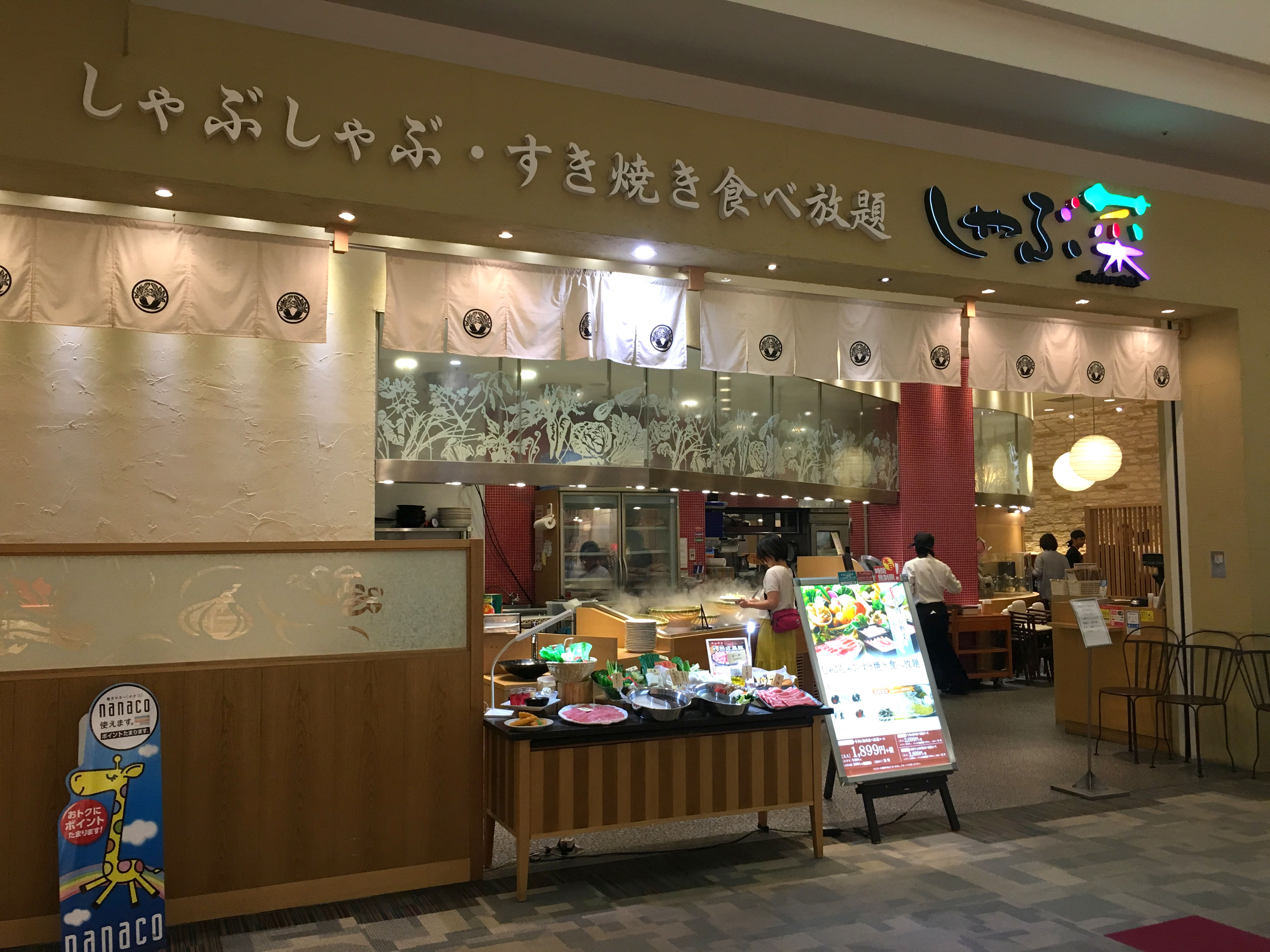

Sukiyaki (sukiyakiⓘ Japans: 鋤焼 of すき焼き) is een Japans eenpansgerecht. Het bestaat uit dun gesneden rundvlees, tofoe, ito konnyaku (deegwaren), negi (stengelui), Chinese kool, en enoki (een soort paddenstoel) en verschillende andere ingrediënten. Sukiyaki wordt vooral op koudere dagen van het jaar gegeten en met name op feesten rond het Japans nieuwjaar (bonenkai). Sukiyaki wordt meestal direct op tafel bereid.
De ingrediënten van sukiyaki worden langzaam gesmoord in een ondiepe ijzeren pot met een mengsel van sojasaus, suiker en mirin (rijstwijn). Voordat het wordt gegeten wordt de sukiyaki in een kom met rauwe eieren gedoopt. 

## Geschiedenis
Rundvee werd geïntroduceerd in Japan via Korea in de tweede eeuw voor Christus, om te helpen bij het cultiveren van rijstvelden. Runderen werden gezien als werkdieren, met name omdat het doden van vierbenige dieren om ze te eten verboden was in het boeddhisme. Alleen in oorlogstijd kregen soldaten rundvlees, om kracht voor de strijd op te bouwen. Het smaakte de soldaten echter goed, zodat terugkerende soldaten het bleven eten. Ze bereidden het daarbij buiten, op een ploegschaar, omdat het binnen bereiden als heiligschennis werd beschouwd door de oudere generatie.
Het woord sukiyaki betekent dan ook letterlijk grilleren op een ploegschaar.